# Мияути, Сатоси
Сатоси Мияути (яп. 宮内 聡; род. 26 ноября 1959, Токио) — японский футболист и тренер. Выступал за сборную Японии.

## Клубная карьера
В 1978 году после окончания средней школы Мияути стал игроком «ДЖЕФ Юнайтед Итихара Тиба» (ранее — «Фурукава Электрик»). В начале карьеры из-за травмы он проводил на поле не так много времени, тем не менее в 1982 году в составе клуба успел стать обладателем Кубка лиги. С 1983 он стал полноценным игроком команды, с которой выиграл чемпионат страны 1985/86 и Кубок лиги в 1986 году. Дважды был включен в символическую сборную чемпионата в сезонах 1985/86 и 1986/87. Также в 1986 «Фурукава Электрик» стала первым японским клубом завоевавшим Азиатский Кубок Чемпионов. В 1988 году Мияути завершил игровую карьеру, сыграв 114 матчей и забив 6 мячей в чемпионате Японии.

## Карьера в сборной
В августе 1979 года Мияути был вызван в молодежную сборную Японии на домашний чемпионат мира, но так и не сыграл за команду. 30 сентября 1984 года он дебютировал за сборную Японии в матче против Южной Кореи. Мияути играл в отборочных матчах к чемпионату мира 1986 года, Азиатских играх и матчах квалификации на Летние Олимпийские игры 1988 года. Всего за сборную он провел 20 матчей, завершив выступления в 1987 году.

## Тренерская карьера
После завершения игровой карьеры, в 1989 году, Мияути стал тренером клуба женской лиги Японии Iga FC Kunoichi (ранее — англ. Prima Ham FC Kunoichi. Команда выиграла Кубок императрицы в 1994, лигу — в 1995 и Кубок лиги — в 1997 году. После этого он ушел в отставку и возглавил женскую национальную сборную Японии. Руководил командой на Кубке Азии 1997 года и Азиатских играх 1998 года. В этих турнирах сборная завоевала бронзовые награды. В 1999 году он руководил командой на чемпионате мира. Но Япония смогла преодолеть групповой этап, и, как следствие, квалифицироваться на Летние Олимпийские игры 2000 года. После этого Мияути ушел в отставку.

## Статистика

### В клубе
| Сезон   | Клуб              | Лига   | Матчи | Голы |
| ------- | ----------------- | ------ | ----- | ---- |
| 1978    | Фурукава Электрик | JSL D1 | 1     | 0    |
| 1979    | Фурукава Электрик | JSL D1 | 10    | 1    |
| 1980    | Фурукава Электрик | JSL D1 | 3     | 1    |
| 1981    | Фурукава Электрик | JSL D1 | 3     | 0    |
| 1982    | Фурукава Электрик | JSL D1 | 4     | 1    |
| 1983    | Фурукава Электрик | JSL D1 | 16    | 2    |
| 1984    | Фурукава Электрик | JSL D1 | 18    | 1    |
| 1985/86 | Фурукава Электрик | JSL D1 | 21    | 0    |
| 1986/87 | Фурукава Электрик | JSL D1 | 18    | 0    |
| 1987/88 | Фурукава Электрик | JSL D1 | 20    | 0    |
| Итого   | Итого             | Итого  | 114   | 6    |

### В сборной
| Сборная Японии | Сборная Японии | Сборная Японии |
| Год            | Матчи          | Голы           |
| -------------- | -------------- | -------------- |
| 1984           | 1              | 0              |
| 1985           | 8              | 0              |
| 1986           | 6              | 0              |
| 1987           | 5              | 0              |
| Итого          | 20             | 0              |